# Víveme
«Vivimi» (en español: «Víveme») es una canción grabada por la cantante italiana Laura Pausini. Fue publicada el 26 de noviembre de 2004 y es el segundo sencillo de su álbum de estudio Escucha.
La canción fue el tema principal de la telenovela mexicana La madrastra. del año 2005 protagonizada por Victoria Ruffo y César Évora. 
Laura fue invitada para cantar en vivo durante el rodaje de la telenovela.

## Detalles de la canción
La canción está escrita por el cantautor italiano Biagio Antonacci. Es la segunda vez que Biagio escribe para Pausini, después de «Entre tú y mil mares/Tra te e il mare». La versión en español fue adaptada por Badia y Pausini y se tituló «Víveme». Las dos versiones, en italiano y en español, fueron trasmitidas en la radio y se realizaron los dos videoclips oficiales. En la versión italiana además de realizar la canción en solitario, se grabó una canción con el cantante italiano Tiziano Ferro.

## Vídeo
El vídeo oficial de la canción, tanto en español como en italiano, fue dirigido por Gaetano Morbioli, y filmado a finales de noviembre de 2004 en la ciudad de Venecia, Italia.
El escenario utilizado para la grabación del vídeoclip fue un salón del palacio Ca' Zenobio degli Armeni, en el que se filmó el vídeo musical de la canción «Like a Virgin» de la cantante Madonna en 1984. Se publicó por primera vez el 12 de diciembre de 2004. En el vídeo hay dos ambientes opuestos: el backstage de un concierto, representado por un largo pasillo y la oscuridad de un vestidor y un amplio salón. El videoclip de «Víveme/Vivimi», se inserta en el álbum Escucha enanched edition y CD+DVD edition.

## Premios y nominaciones
En el año 2006 «Víveme», ganó el Billboard Latin Music Awards, en la categoría Canción Pop Femenina del Año y dos premios ASCAP Latin Music Awards en las categorías: Mejor Canción Pop/Balada y Mejor canción de telenovela por La madrastra.
En 2006, Laura Pausini recibe por esta canción dos nominaciones a Premios lo Nuestro, en las categorías Canción del año y Vídeo musical del año.

## Lista de canciones
1. «Vivimi»
2. «Víveme»
3. «Vivimi» (Instrumental)
4. «Víveme» (Instrumental)

## Posicionamiento en las listas musicales
| País           | Lista (2005-06)                            | Mejor posición | Ref.   |
| -------------- | ------------------------------------------ | -------------- | ------ |
| Bélgica        | Ultratip Wallonia                          | 15             | [ 8 ]  |
| Brasil         | Ranking musical                            | 1              | [ 9 ]  |
| Colombia       | Top 21 Radio Medellín                      | 3              | [ 10 ] |
| Hungría        | Top 20                                     | 10             | [ 11 ] |
| Italia         | Top Digital Download                       | 1              | [ 12 ] |
| Suiza          | Schweizer Hitparade                        | 38             | [ 13 ] |
| Estados Unidos | Billboard (Latin Pop Song)                 | 5              | [ 14 ] |
| Estados Unidos | Billboard (Latin Song)                     | 6              | [ 15 ] |
| Estados Unidos | Billboard (Latin Regional Mexican Airplay) | 2              | [ 16 ] |

## Víveme - edición 2013
El 12 de noviembre de 2013 se publicó 20 - Grandes Éxitos, es el undécimo álbum general de la cantante y compositora italiana Laura Pausini y su tercer álbum recopilatorio, publicado por el sello discográfico Atlantic Records. Esté es el tercer álbum recopilatorio de la cantante. Cómo primer sencillo se publicó «Limpio», a dúo con la cantante australiana Kylie Minogue el cual se posicionó como n°1 y fue certificado cómo disco de oro en Italia.
Luego del exitoso sencillo, se desprende «Víveme», junto al cantante español Alejandro Sanz y es elegida cómo el segundo sencillo del álbum para América Latina, México, España y Estados Unidos.
La canción logra ingresar en varias categorías en la revista Billboard en los Estados Unidos. La que más se destaca es el top 10 que obtuvo en Latin Pop Songs.

## Vídeo musical
El videoclip de la canción se grabó el día 17 de diciembre de 2013, junto a Alejandro Sanz en la ciudad de Madrid, España.
Se destaca qué el vídeo se publicó en el canal oficial de Warner Music Italy en YouTube el 1 de enero de 2014, siendo el primer videoclip del año.

## Nominaciones
«Víveme» a dúo con Sanz obtuvo dos nominaciones a los World Music Awards edición 2014 en la categoría "Worlds Best Song" y "Worlds Best Video".
| Año  | Premiación         | Categoría             | Resultado | Ref.          |
| ---- | ------------------ | --------------------- | --------- | ------------- |
| 2014 | World Music Awards | Mejor canción mundial | Nominado  | [ 27 ] [ 28 ] |
| 2014 | World Music Awards | Mejor vídeo mundial   | Nominado  | [ 29 ]        |

## Lista de canciones
| N.º | Título                             | Escritor(es)     | Duración |  |
| 1.  | «Víveme/Vivimi con Alejandro Sanz» | Biagio Antonacci | 3:54     |  |
| 2.  | «Víveme con Alejandro Sanz»        | Laura Pausini    | 3:54     |  |
| 3.  | «Víveme (Samo)»                    | Laura Pausini    | 3:54     |  |

## Posicionamiento en las listas musicales

### Semanales y mensuales
| Chile          | Top 10 radio                | 1  |
| Chile          | Chile Top 100 Singles       | 43 |
| Colombia       | Las canciones del amor      | 1  |
| Colombia       | Top 20 Musical              | 1  |
| Colombia       | Top 21 Radio Barranquilla   | 11 |
| Colombia       | Top 21 Radio Cali           | 1  |
| Colombia       | Top 21 Radio Medellín       | 1  |
| Colombia       | Top 21 Radio Sincelejo      | 14 |
| Colombia       | Top 21 Radio Valledupar     | 4  |
| El Salvador    | El Salvador Top 100         | 25 |
| Ecuador        | Ecuador Top 100             | 15 |
| España         | Top 50 Radio                | 20 |
| España         | Canciones Top 50            | 20 |
| Estados Unidos | Hot Latin Songs             | 34 |
| Estados Unidos | Latin Airplay               | 24 |
| Estados Unidos | Hot Latin Digital Songs     | 46 |
| Estados Unidos | Hot Latin Pop Digital Songs | 19 |
| Estados Unidos | Latin Pop Songs             | 9  |
| Estados Unidos | Top general en español      | 4  |
| México         | México Spanish Airplay      | 2  |
| México         | México Airplay              | 9  |
| México         | Los 40 principales México   | 15 |
| México         | Monitor Latino - Pop        | 19 |
| Panamá         | Top 21 Ciudad de Panamá     | 19 |
| Puerto Rico    | Puerto Rico Top 100         | 47 |
| Uruguay        | Uruguay Top 100             | 58 |